# Pedro de Alcântara Brasileiro de Saisset
Pedro de Alcântara Brasileiro de Saisset (Paris, 28 de agosto de 1829 — Califórnia, 16 de março de 1902), foi um filho ilegítimo do Imperador Dom Pedro I do Brasil (Rei Dom Pedro IV de Portugal) com Henriette Josephine Clémence de Saisset. Pedro era neto materno da bailarina Catherine Lambert ou Madame de Saint-Romain.

## Vida

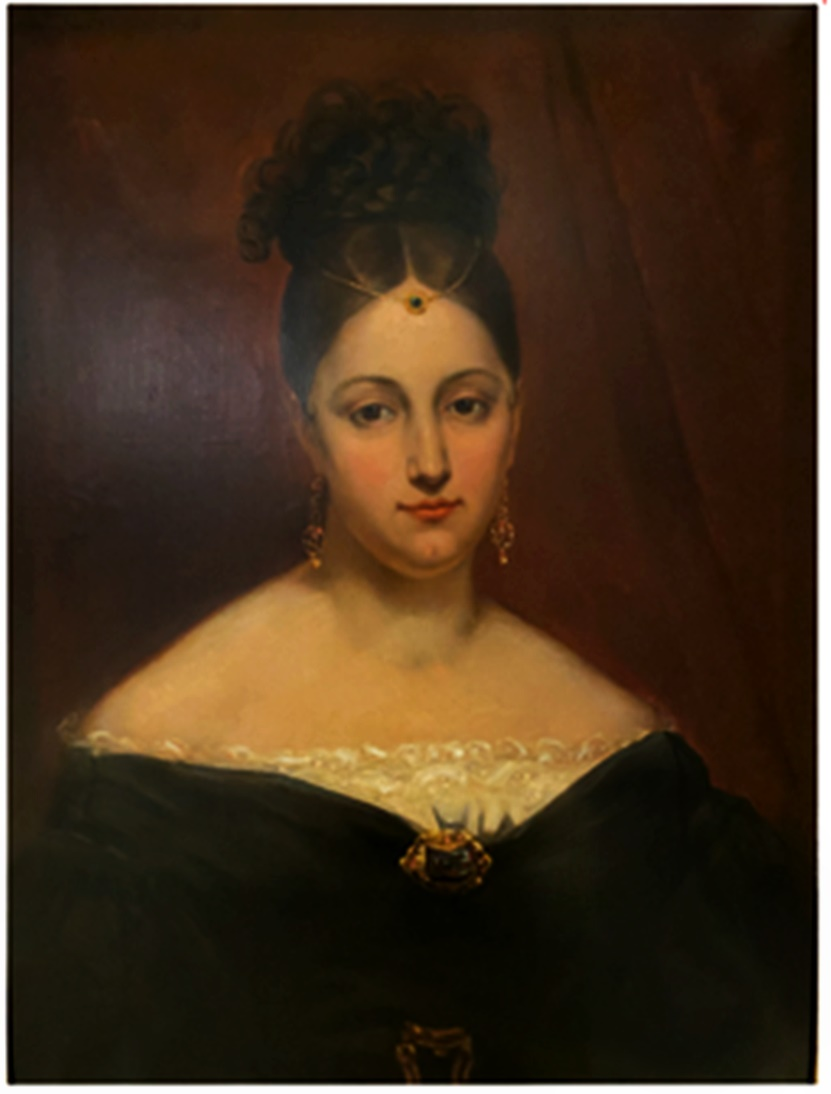
Henriette Josephine Clémence de Saisset, mãe de Pedro de Alcântara Brasileiro de Saisset.

Logo que Pedro de Alcântara Brasileiro nasceu, D. Pedro apressou-se em assegurar a Clémence de Saisset que, apesar das circunstâncias o impedirem de reconhecer o filho, ele jamais o abandonaria financeiramente. “...e proverá os meios para a sua existência e educação”, dizia mensagem à mãe da criança, datada de novembro de 1829.
Mas a promessa não foi cumprida. A partir de 7 de abril de 1831, a situação da francesa e do menino começa a ser afetada pela abdicação de D. Pedro ao trono brasileiro. Um pouco depois, ele se muda para a Europa, onde inicia longa batalha contra o irmão, D. Miguel, três anos mais novo, para garantir o trono  de Portugal à filha Maria da Glória, nascida no Rio de Janeiro em 1819. A menina, neta de D. João VI, passou a ter direito ao trono aos sete anos de idade. Com a morte do avô, o pai foi coroado Pedro IV de Portugal e estabeleceu um entendimento com o irmão, pelo qual  Maria da Glória seria a rainha. Mas D. Miguel ignorou o acordo firmado e tomou o trono para si.
D. Pedro saiu vitorioso da guerra travada contra o irmão, D. Miguel, mas não retomou os pagamentos da pensão destinada ao filho. A falta de notícias causou grande revolta em Clémence de Saisset e motivou-a a redigir longa queixa ao duque de Bragança.
A morte de D. Pedro I, em setembro de 1834, foi um baque para Clémence de Saisset. O principal temor, expressado em carta a Francisco Gomes da Silva, datada de dezembro, era de que o filho não mais recebesse a ajuda financeira prometida pelo pai biológico. “Avalie o meu desespero ao saber de uma morte tão repentina. Meu pobre filho privado de um pai e de um protetor! Diga-me, senhor, que S.M. não se esqueceu dele em seu testamento. Conto com a sua amizade de sempre para informar-me, logo que este assunto chegar ao seu conhecimento. Preciso tranquilizar-me sobre o futuro de Pedro e necessito conhecer os arranjos de S. M. no que diz respeito a ele.”
A francesa não levou o filho para as cerimônias fúnebres, mas o fez guardar luto. “Certa vez, porém, vestiram-me todo de preto, dizendo-me que meu Amigo estava morto. Eu não sabia quem era aquele que eu havia acabado de perder”, relembrará Pedro de Saisset, em carta ao meio-irmão D. Pedro II, três décadas depois. Enquanto viveu em Paris, o primeiro imperador do Brasil recebia visitas do filho, mas jamais revelou que era seu pai. O pequeno Pedro tinha cinco anos quando perdeu o misterioso Amigo, que o colocava nos joelhos e dava-lhe doces.
O imperador o reconheceu como seu filho em seu testamento e lhe deu uma parte de sua herança. Ele trabalhou em diversos empreendimentos de negócios nos Estados Unidos, onde serviu como agente consular da França por mais de três décadas.
Saisset tinha muito afeto e mantinha contato com sua meia-irmã, a Princesa Dona Januária, Condessa d'Áquila. Ele mesmo guardou luto de cinco meses pela morte da Condessa em 1901.[carece de fontes?]

## Casamento
Movidos por amor ou pela praticidade e interesses comuns, Pedro e Jesusita de Suñol se casam em 17 de janeiro de 1859, em cerimônia realizada na Igreja St. Joseph. De início, o casal vai morar numa modesta casa de adobe. Mas Pedro sabe que, a partir daquela união, a vida vai mudar, e muito. Com novas responsabilidades, ele inicia a construção de uma moradia para a família na pomposa rua Market Plaza. Em estilo vitoriano, a casa tem três pavimentos e um grande jardim. Jesusita era viúva de Dom Jose Suñol, membro de uma das famílias mais abastadas e influentes da região.

## Descendência
Casou-se com Maria de Jesus Palomares de Suñol (Jesusita), com quem teve quatro filhos:
- Henriette de Saisset (1860[9] - 1947)
- Ernest de Saisset (1862 - 1899)
- Pierre de Saisset (1870 - 1933)
- Isabel de Saisset (1876[10] - 1950)